# Pijama

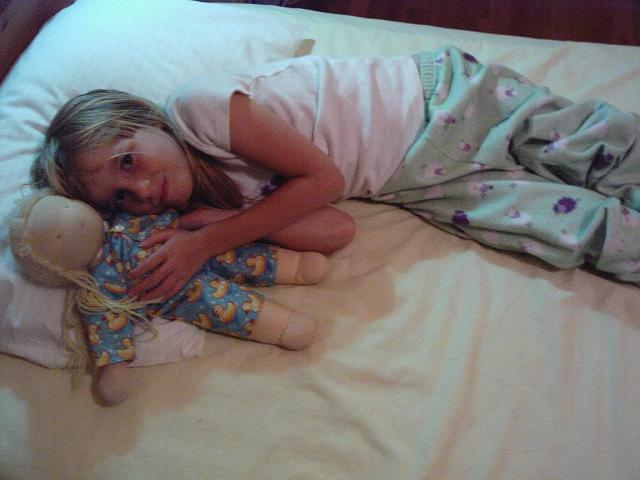
Uma menina usando um pijama infantil feminino

Pijamas são um tipo de roupa usado para dormir, por pessoas que não querem dormir sem roupas ou apenas com a roupa de baixo. Pijamas são geralmente constituídos por um conjunto de duas peças de roupas, embora pijamas compostos de uma peça também existam. A palavra pijama vem do hindu pajama, que se originou do persa پايجامه . Significa "roupa para as pernas". É um traje em tecido leve e confortável, geralmente composto por duas peças (calças ou calções com um casaco, uma camisa ) e usado para dormir, sendo no entanto frequente usar um fato de treino em substituição. Podendo assim o pijama ser considerado um fato de treino.

## Origem
Não se sabe quando começou-se a usar o pijama para dormir. Sabemos apenas que ao final do século XVI as pessoas de classe alta do Reino Unido utilizavam várias roupas durante o dia. Não havia essa ideia de ter roupas para sair e roupas para ficar em casa. Nessa época começam a ser usadas as camisolas, que iam do pescoço aos pés, eram de lã e tinha mangas compridas.
Dois séculos depois (século XVIII) surge o negliée, só para as mulheres, feita com tecidos mais sofisticados, como a seda. O negliée era roupa para ser usada a noite e para relaxar em casa. Os homens começaram a dividir suas camisolas em duas partes, camisa na parte de cima e uma calça larga na parte de baixo. Dessa maneira os pijamas foram ficando da forma como são hoje.